# أبنر ويلكوكس
أبنر ويلكوكس (بالإنجليزية: Abner Wilcox)‏ هو مبشر أمريكي، ولد في 19 أبريل 1808 في هاروينتون في الولايات المتحدة، وتوفي في 20 أغسطس 1869 في كوليبروك في الولايات المتحدة.